# Александровский Шлюз
Александровский Шлюз — посёлок в Енисейском районе Красноярского края России. Входит в состав Луговатского сельсовета.

## История

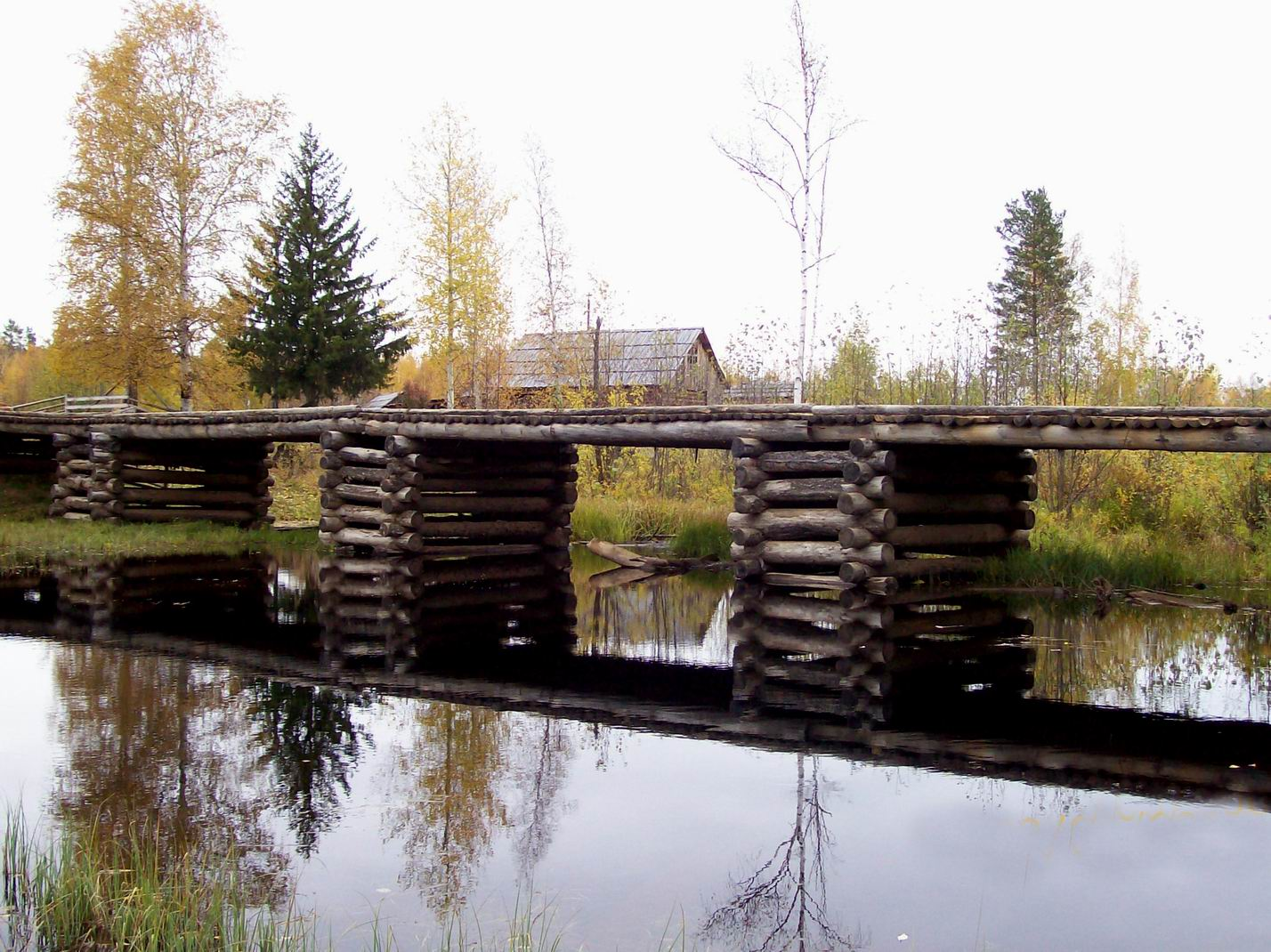
Остатки Александровского шлюза на Обь-Енисейском канале

Возникновение посёлка Александровский Шлюз связано со строительством одноимённого шлюза, построенного к 1898 году на Обь-Енисейском канале.
Во время возведения шлюзов здесь проживали строители и инженеры.
Около посёлка протекает река Александровка.

### Улицы
В посёлке три улицы: Центральная, Заречная, Лесная.

## Население
| 2010 | 2016 |
| ---- | ---- |
| 135  | ↘128 |

## Инфраструктура
В посёлке имеются сельская школа, фельдшерско-акушерский пункт.
Из памятников культуры имеется: Монумент павшим в Великой Отечественной войне.
Сохранился дом, где проживали инженеры, руководившие возведением шлюза.
В посёлке имеется вертолётная площадка.